# 磯山さやかの「流行発信☆磯山ランド」
磯山さやかの「流行発信☆磯山ランド」（いそやまさやかの りゅうこうはっしん いそやまらんど）は、BS日テレにて2009年10月10日から2010年9月25日まで放送されていた情報バラエティ番組である。全26回。ハイビジョン制作。

## 放送時間
- 土曜日 17:00 - 17:30（JST）
隔週で新作放送。
- 日曜日 17:00 - 17:30（再放送）
開始当初は12:30 - 13:00だったが、スポーツ番組『北島康介TV』（2010年1月 - ）開始により2010年4月11日に現時間帯へ移動した（これに伴い、それまでこの時間帯で放送していた『フットサルガールズAngel League』は4月10日放送分から土曜日17:30 - 18:00に移動）。

## 出演者
MC（磯山ランドマネージャー）
- 磯山さやか

リポーター
- 横田美紀
- 矢敷真帆・梨紗
- シーランド（宇田川晃希・関谷迅市）

## 内容
ホリ・エージェンシー所属のタレント・磯山さやかの冠番組。磯山と同じホリエージェンシー所属者と、関連会社であるホリプロコム所属のお笑いコンビがレギュラー出演しているが、両社の親会社であるホリプロは制作に関与していない。

### オープニング
番組自体が『磯山ランド』という架空の店舗となっており、磯山はそのマネージャーとして出演。レギュラー陣がこの回の内容を説明した後、「磯山ランド、オープンでーす！」の一言でメインタイトルが流れ、CM→最初のコーナーへとつなぐ。
オープニング後のCMは60秒だったが、後期は90秒に延長された。

### GoGo☆ランド
番組のメインコーナー。レギュラー陣が「衣・食・住」に役立つ情報や最新トレンドを紹介していく。
放送リスト
1. 秋のスイーツ大特集（2009年10月10日）
2. スポーツの秋・ボウリングをうまくなろう（2009年10月24日） - ゲスト：酒井美佳（プロボウラー）
3. 日本の伝統文化「茶道」に触れよう（2009年11月7日）
4. 磯山ランドおすすめ・世界の鍋特集（2009年11月21日）
5. 恋多き あの大物芸能人を直撃!! 石田純一がクリスマスにおすすめするお店（2009年12月5日） - ゲスト：石田純一、相沢まき、本山華子
6. 2010年おすすめカレンダー特集（2009年12月19日） - 番組内でオリジナルカレンダーを制作し視聴者にプレゼントした。
7. 2010年開運大特集（2010年1月2日） - ゲスト：島田秀平
8. 冬の定番・スノーボード特集（2010年1月16日）
9. 最新バレンタインチョコ特集（2010年1月30日）
10. おすすめパワースポット特集（2010年2月13日）
11. 茨城県大特集（2010年2月27日）
12. 春からの一人暮らし・新生活特集（2010年3月13日）
13. 上半期総集編（2010年3月27日）
14. シーランド密着取材・お笑い大特集（2010年4月10日）
15. 春の行楽シーズン・はとバス大特集（2010年4月24日）
16. 婚活応援・ブライダル大特集（2010年5月8日）
17. FIFAワールドカップ直前大特集（2010年5月22日）
18. 紫外線対策大特集（2010年6月5日）
19. アウトドア大特集（2010年6月19日）
20. スタミナ料理大特集（2010年7月3日）
21. 夏休み映画大特集（2010年7月17日） - ゲスト：おすぎ、渡辺謙
22. 夏を涼しく過ごす方法大特集・パート1（2010年7月31日）
23. 夏を涼しく過ごす方法大特集・パート2（2010年8月14日）
24. スポーツの秋大特集・パート1（2010年8月28日） - ゲスト：永田克彦（格闘家）、たかふじ右近（日本舞踊家）
25. スポーツの秋大特集・パート2（2010年9月11日）
26. 江の島へ卒業旅行（2010年9月25日） - 最終回

### インフォメ☆ランド
最新のおすすめ商品情報やBS日テレのおすすめ番組を紹介するコーナー。番組情報は主に宣伝スポットが流れていた。

### エンディング・プレゼントコーナー
エンディングはレギュラー陣とこの回の感想を語り合った後、磯山が「磯山ランド、そろそろクローズでーす！」と挨拶して終了。
その後に流れる視聴者プレゼントコーナーは毎回行われていたが、後期はプレゼント自体がない回が多かった（その分は次回予告などで対応）。

## 備考
- 冒頭と最後の提供ベースとエンディングの制作クレジット表記に流れるBS日テレのロゴは2010年3月以降、開局10周年仕様となっており、磯山自身も開局10周年のPRスポットに出演していた。
- 隔週で新作放送されている番組であるが、日曜17時台に再放送が移行されてからは、直前の「Dramatic Game 1844」（プロ野球中継）の延長で休止になることがあった（但し土曜日分が再放送の場合も野球中継で休止になることがあった）。
- この番組の終了後は、元モーニング娘。の吉澤ひとみがMCを務める『吉澤ひとみの「トレンド+よっすぃーナビ」』に引き継がれる（但し初回放送が土曜日から日曜日に変更されている）。

## スタッフ
- ナレーター：朝倉崇
- 技術：安部考、斉藤謙一（最終回のみ）
- 編集：柴田義博、崎村勇介、浅井俊彦、佐々田晋次、志村香南子、木下英亮、鹿野祐太
- MA：木澤浩一、松村護
- 音楽効果：松田創
- 広報：渡辺裕子、村上裕彦（BS日テレ）
- デスク：石川智子（BS日テレ）
- ディレクター：轟木勇哉、河野一之、出川華子、大空大祐
- プロデューサー：池上昌志（ - 2010年6月5日）、菊地武（2010年6月19日 - ）（BS日テレ）、池田剛志（オフィスてら）
- 制作協力：オフィスてら
- 製作著作：BS日テレ

| BS日テレ 土曜17:00 - 17:30枠                              | BS日テレ 土曜17:00 - 17:30枠                | BS日テレ 土曜17:00 - 17:30枠                    |
| 前番組                                                    | 番組名                                      | 次番組                                          |
| --------------------------------------------------------- | ------------------------------------------- | ----------------------------------------------- |
| 加藤夏希・金子貴俊 BS4サテライトNAVI                      | 磯山さやかの「流行発信☆磯山ランド」         | 吉澤ひとみの「トレンド+よっすぃーナビ」 ※再放送 |
| BS日テレ 日曜17:00 - 17:30枠                              |                                             |                                                 |
| フットサルガールズAngel League （2009年10月 - 2010年3月） | 磯山さやかの「流行発信☆磯山ランド」 ※再放送 | 吉澤ひとみの「トレンド+よっすぃーナビ」         |